# روئه‌نوک (ویرجینیای غربی)
روئه‌نوک (به انگلیسی: Roanoke) یک منطقهٔ مسکونی در ایالات متحده آمریکا است که در شهرستان لویس، ویرجینیای غربی واقع شده‌است.